# Aquilonia
Aquilonia község (comune) Olaszország Campania régiójában, Avellino megyében.

## Fekvése
A megye keleti részén fekszik. Határai: Bisaccia, Calitri, Lacedonia, Melfi, Monteverde és Rionero in Vulture.

## Története
Első írásos említése a 11. századból származik.  A következő századokban nemesi birtok volt. A 19. században nyerte el önállóságát, amikor a Nápolyi Királyságban felszámolták a feudalizmust. A település mai nevét az Olaszországgal való egyesülés után (1861) kapta. Korábban Carbonara néven volt ismert, ami lakosainak fő foglalkozására, a faszén előállításra utalt. A település 1930-ban egy földrengés során teljesen elpusztult, de újjáépítették.

## Népessége
A népesség számának alakulása:

## Fő látnivalók
- Santa Maria Maggiore-templom
- Madonna dell’Immacolata-templom

## Testvérvárosok
- Cambiano, Olaszország
- Caramagna Piemonte, Olaszország